# اینتسرنفلد
اینتسرنفلد (به آلمانی: Enzersfeld) یک منطقهٔ مسکونی در اتریش است که در ناحیه کورنویبورگ واقع شده‌است. اینتسرنفلد ۱٬۴۳۴ نفر جمعیت دارد.